# Гримм, Давид Иванович
Дави́д Ива́нович Гримм (нем. David Grimm; 22 марта [3 апреля] 1823 — 9 [21] ноября 1898) — российский архитектор, один из создателей русского стиля, академик архитектуры. Тайный советник. Председатель Петербургского общества архитекторов (1888—1890).
Исследователь средневекового зодчества Кавказа. Автор проектов культовых зданий в Херсонесе (Севастополь), Тифлисе, Копенгагене, Женеве, Ницце, Вифлееме (церковь во имя св. Марии), различных сооружений в Санкт-Петербурге и его окрестностях, а также в Ливадии, Житомире, Воронеже, Рязанской губернии.

## Биография
Родился в Санкт-Петербурге 22 марта (3 апреля) 1823 года. Учился в Немецкой школе святого Петра (1834—1841).
В 1841 году поступил на подготовительное отделение Академии Художеств, где с 1842 по 1848 год был вольноприходящим в мастерской А. П. Брюллова. Получил малые серебряные (1843, 1845), большую серебряную (1845) и малую золотую (1846, за «Проект женского монастыря») медали за ученические проекты, выполненные преимущественно в духе классицизма. В 1846 году получил звание художника XIV класса и в 1847 году был допущен к конкурсу на соискание большой золотой медали, однако награду получил за проект «соборной церкви в русском стиле московских церквей» лишь в 1848 году. Был оставлен пенсионером в академии и получил право на поездку за границу. Однако в связи с революционными волнениями в Европе пенсионерские поездки туда были отменены и он был командирован в Закавказье — изучал памятники церковного зодчества Грузии и Восточной Армении. На службе состоял с 3 октября 1848 года. В 1852—1855 годах в качестве пенсионера путешествовал по Малой Азии, Европейской Турции, Греции, Италии, Германии, Бельгии, Англии, Испании, Голландии и Франции; изучал памятники византийского зодчества.
По возвращении в Санкт-Петербург в 1855 году был удостоен звания академика архитектуры за пенсионерские работы. Попросил продлить пенсионерское содержание ещё на два года для подготовки и издания чертежей церквей Грузии и Армении, «надеясь, что труд сей принесёт некоторую пользу по части византийской архитектуры, которая теперь в нашем отечестве начала развиваться». Издание «Памятники византийской архитектуры Грузии и Армении» (1859) обеспечило ему авторитет знатока византийской архитектуры, благодаря которому он получил свой первый императорский заказ. В 1858 году по желанию императрицы Марии Александровны Гримму было поручено строительство храма в Херсонесе на месте остатков обнаруженного подпоручиком К. Крузе в 1827 году древнего храма.
С 1858 года служил в Департаменте проектов и смет министерства путей сообщения; в период с 1865 по 1871 год был архитектором Департамента водяных сообщений. С 1862 года состоял членом-архитектором инженерного комитета Главного инженерного управления Военного ведомства, руководил его строительными программами, в частности возведением храмов при воинских частях, особенно в западных губерниях и Средней Азии.
Преподавал в Строительном училище (1857—1863) и Академии художеств (1859—1887); в 1860 году за проект собора Святого Владимира в Херсонесе (1859) получил звание профессора архитектуры. С 1887 по 1892 год занимал должность ректора по архитектуре, сменив на этом посту А. И. Резанова, и участвовал в подготовке нового устава Академии, начатой ещё при Резанове.

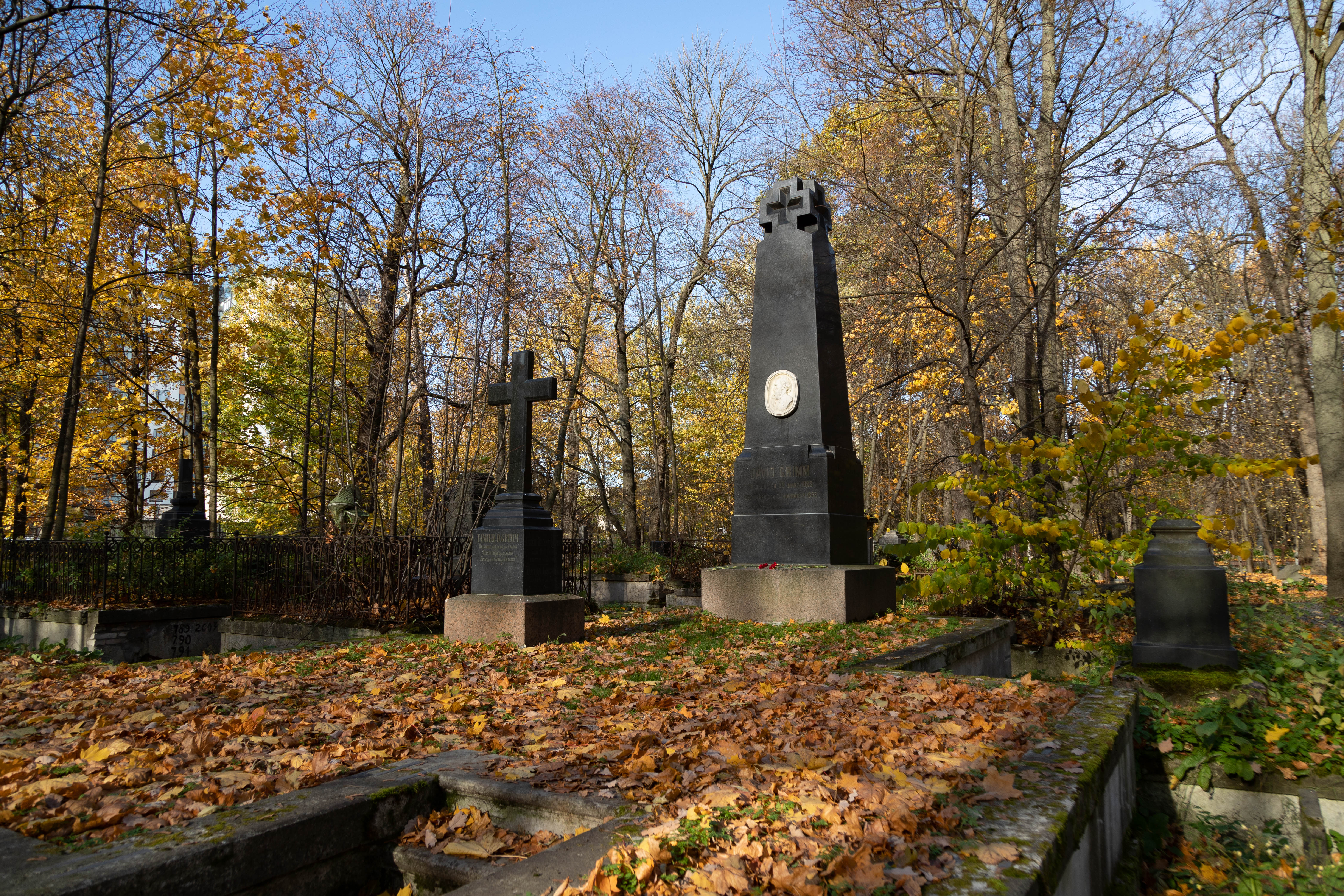
Могила Д. Гримма

Был произведён в действительные статские советники 28 апреля 1868 года, в тайные советники — 24 ноября 1873 года.
«Ввиду расстройства сил и в особенности нервной раздражительности вследствие тяжелой борьбы переходного для академии времени» 27 января 1892 года подал прошение об отставке . После отставки — почётный член Академии художеств и архитектор Высочайшего двора.
Член-учредитель (1864), старшина (1870—1888), председатель (1888—1890), почётный член (с 1890) Петербургского общества архитекторов. Член Общества древнерусского искусства и Московского архитектурного общества (оба — с 1869). Член редколлегии журнала «Зодчий» (1870-е).
Умер в Петербурге 9 (21) ноября 1898 года, похоронен на Смоленском лютеранском кладбище, сохранилось семейное захоронение с высоким надгробием-обелиском.

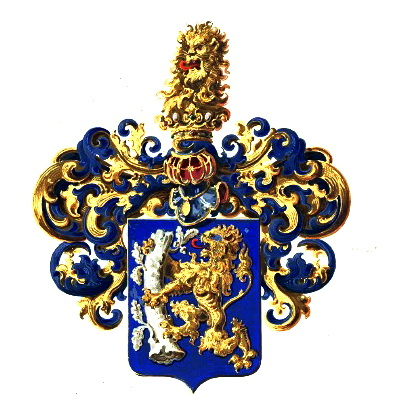
Родовой герб

## Работы
По проектам Д. И. Гримма сооружены (под его личным руководством или по его письменным указаниям):
- Владимирский собор в Херсонесе, близ Севастополя (1858; проект этого храма принес художнику профессорское звание в 1860);
- памятник Петру I в Житомире (1858);
- памятник Петру I в Воронеже (замысел; реализован в 1858—1860 скульптором А. Е. Шварцем и архитектором А. А. Кюи, утрачен в годы Великой Отечественной войны, авторизованное воссоздание — Г. А. Шульц и Н. П. Гаврилов, 1956);
- отделка Золотой гостиной в Зимнем дворце (1860);
- церковь святой Ольги на Михайловской даче великого князя Михаила Николаевича (на территории Михайловского парка близ Стрельны и Петергофа) (1861—1863);

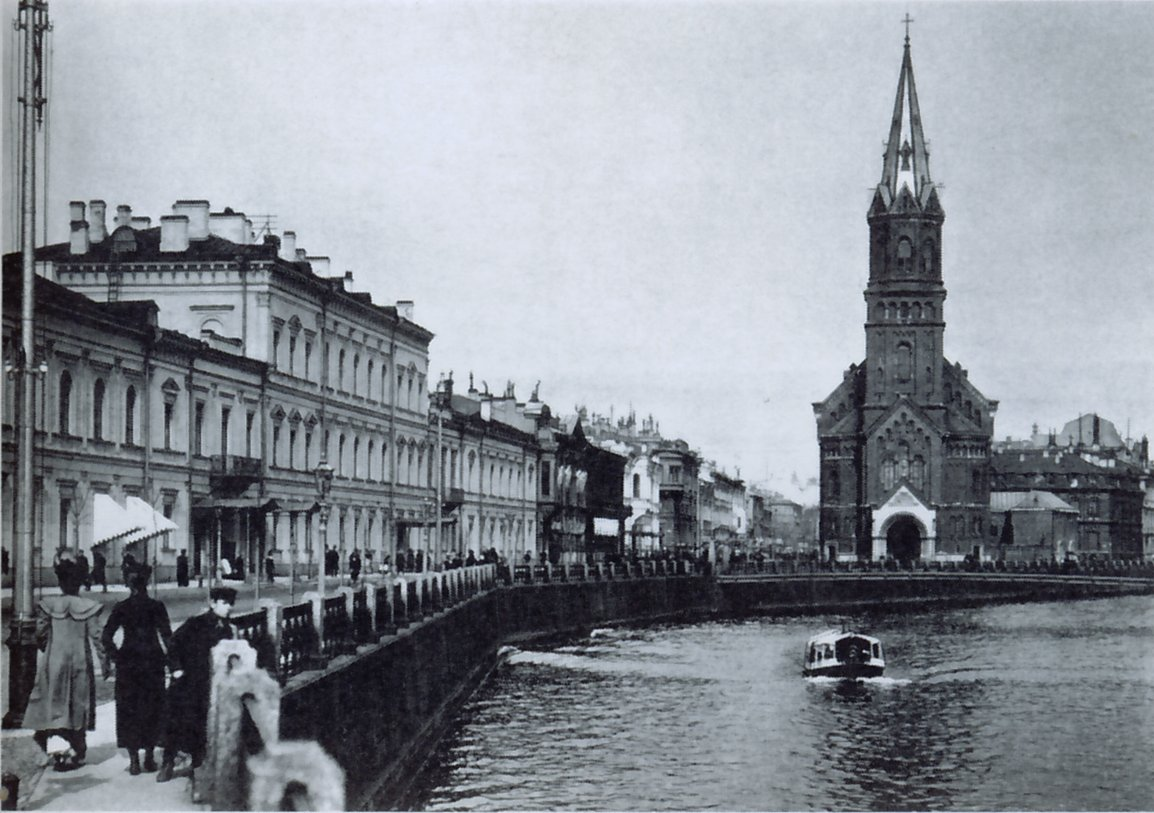
Вид на реформатскую церковь (ныне Дворец культуры работников связи) в 1890-е годы.

- немецкая реформатская церковь и школа (1862—1865) — Набережная реки Мойки, д.№ 103 / Большая Морская улица (Санкт-Петербург), 58. Руководство строительством. Автор проекта Г. А. Боссе. Церковь восстановлена после пожара в 1872 году под руководством К. К. Рахау, в 1929 году перестроена под Дом (позже Дворец) культуры и техники работников связи;
- Большая Конюшенная улица, д.№ 29/набережная р. Мойки, д.№ 42 — доходный дом Башмакова, 1868—1869;
- Александро-Невский храм в Тифлисе в память покорения Кавказа (1866, проект; завершение строительства — 1897);
- Университетская набережная, д.№ 17 — оформление залов библиотеки Академии художеств. 1868, 1896.
- Исаакиевская площадь, д.№ 1 / Конногвардейский бульвар, д.№ 2 / улица Якубовича, д.№ 1 — здание Конногвардейского манежа. Изменение фасадов, реконструкция перекрытий. 1872—1873.
- часовня в Троице-Сергиевой пустыни в Стрельне (1873);
- часовня в память о наследнике цесаревиче Николае Александровиче в Ницце;
- домовые церкви на виллах Дервиза во Франции (Ницца) и Швейцарии (Лугано);
- храм Св. Николая в Брестской крепости (1876);
- архитектурная часть памятника Екатерине II (1862—1873) на площади Островского в Санкт-Петербурге (при участии В. А. Шретера, общий проект М. О. Микешина, ск. А. М. Опекушин и М. А. Чижов) и участие в реконструкции прилегающего сквера (совместно с Э. Л. Регелем);

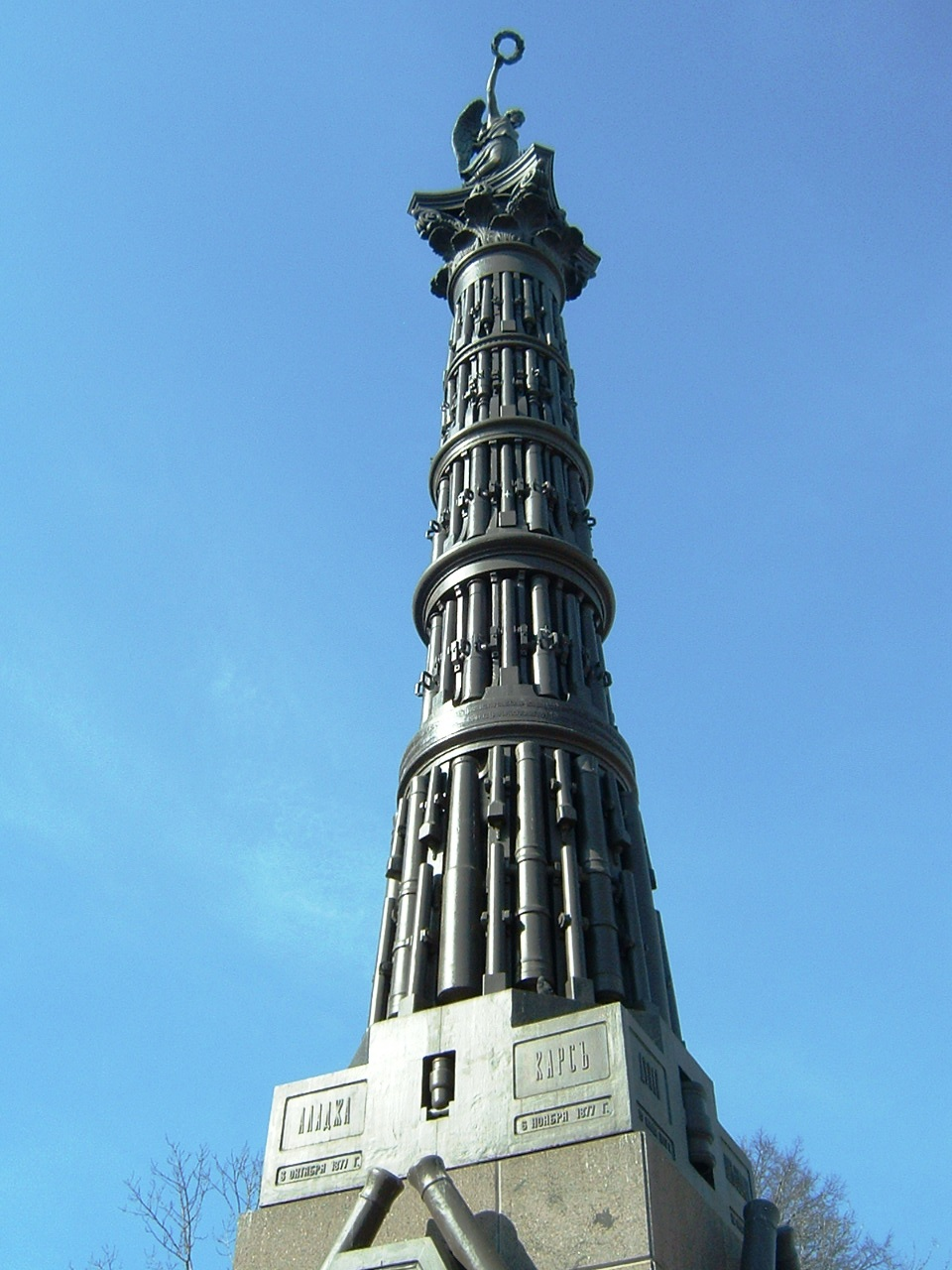
Колонна Славы в Санкт-Петербурге

- Памятник Славы на Троицкой площади в Санкт-Петербурге (1884—1885). Уничтожен в 1930, восстановлен в 2004—2005;
- звонница при Крестовоздвиженской церкви в Ливадии (1887, строил А. Г. Венсан);
- Великокняжеская усыпальница в Петропавловской крепости (реализация — в 1896—1908);
- Покровская церковь Егерской слободы в Гатчине;
- парки городских конно-железных дорог на Петербургской стороне и Васильевском острове;
- Церковь Александра Невского (Копенгаген);
- лютеранская церковь Анны на острове Эзель, в Мустьяла.

## Награды
- орден Св. Станислава 2-й ст. (1862)
- орден Св. Анны 2-й ст. (1866)
- орден Св. Владимира 3-й ст. (1870)
- орден Св. Станислава 1-й ст. (1873)
- орден Св. Анны 1-й ст. (1877)
- орден Св. Владимира 2-й ст. (1880)
- орден Белого орла (1884)
- орден Св. Александра Невского[1]

- датский орден Данеброг, большой крест (1883)

## Семья
В 1862 году женился на нем. Emilie Helene Meykow (23.7.1839—3.12.1896), дочери О. Ф. Мейкова. Их сыновья:
- Давид (1864—1941) — юрист-правовед, профессор
- Герман (1865—1942) — архитектор, действительный член Академии архитектуры СССР
- Генрих (04.11.1869—?)
- Эрвин-Александр (1870—1940) — историк, профессор, ректором Петербургского (Петроградского) университета (1911—1918).
- Максимилиан (1873—1945) — ботаник, кандидат естественных наук, заведующий отделением Химико-бактериологического института Ф. М. Блюменталя (Москва).